# 중포리 당산제와 당산일원
중포리 당산제와 당산일원은 전라남도 나주시 공산면 증포리에 있다. 2006년 12월 30일 나주시의 향토문화유산 제7호로 지정되었다.